# Distretto di Ban Chang
Il distretto di Ban Chang (in thailandese: บ้านฉาง) è un distretto (amphoe) della Thailandia, situato nella provincia di Rayong.